# News of the World (álbum)
News of the World é o sexto álbum de estúdio da banda Queen, lançado em 28 de outubro de 1977. Possui os hits "We Will Rock You", "We Are The Champions" e "Spread Your Wings". O álbum conquistou a quádrupla platina nos Estados Unidos, dupla platina no Reino Unido e conquistou várias altas posições ao redor do mundo.
News Of The World foi o segundo álbum a ser produzido somente pela banda (o primeiro foi A Day at the Races) e gravado no Sarm West e Wessex Studios, Londres e co-produzido por Mike Stone.

## Produção
Recebendo algumas críticas de que o álbum A Day at the Races, produzido pela própria banda, era um álbum "chato", o Queen decidiu mudar seu foco de estilo musical para o "mainstream", mas continuaram como produtores do álbum.
Após a tour do A Day at the Races, o quarteto voltou aos estúdios para começar os trabalhos de seu sexto álbum em Julho de 1977, recrutando Mike Stone como assistente de produção no Wessex Studios em Londres. O álbum possui menos arranjos complexos dos primeiros álbuns. No entanto, o típico som da banda, com harmonias de várias faixas e orquestras de guitarra existem no álbum, porém mais sutilmente. News Of The World possui menos domínio de letras por Brian May e Freddie Mercury, com John Deacon e Roger Taylor compondo duas músicas cada. O grupo terminou as gravações e produção dois meses depois, em Setembro, e o álbum foi lançado em 28 de Outubro de 1977.

## Informações das músicas

### "We Will Rock You"
"We Will Rock You" foi lançada como B-Side de "We Are The Champions", e se tornou uma das músicas mais famosas do Queen ao redor do mundo, principalmente em estádios e arenas de esporte. Foi uma decisão de May fazer uma música mais simples, como um hino ("pisada, pisada, palma, pausa" duas vezes num tempo de 4/4), então seu público poderia se envolver mais diretamente no show. Nos videoclipes de "We Will Rock You" e "Spread Your Wings", Brian usou uma cópia de sua guitarra. Ele supostamente não queria expor sua Red Special às condições de fora, já que nos clipes a banda está tocando na neve no jardim de Roger Taylor.

### "We Are the Champions"
De acordo com Freddie Mercury, "We Are the Champions" havia sido escrita em 1975, mas apenas foi gravada em 1977. Lançada como single junto com "We Will Rock You", essa música alcançou o segundo lugar no Reino Unido e o quarto lugar nos Estados Unidos. "We Are the Champions" foi o primeiro videoclipe promocional para o qual membros de fã-clube foram chamados para participar. O vídeo foi filmado no New London Theatre em 6 de Outubro de 1977. Todos os presentes ganharam o single e a banda fez um show após a filmagem.

### "Sheer Heart Attack"
"Sheer Heart Attack" estava pela metade em 1974, quando foi lançado o álbum de mesmo nome. Taylor era a voz principal no demo, mas a versão definitiva da banda possui Mercury no vocal principal, com Taylor no refrão. A guitarra rítmica e o baixo foram tocados por Taylor, além de alguns "gritos" da guitarra feitos por May. 
Durante essa época, o movimento do punk rock estava no auge, e essa música foi vista como uma resposta para os músicos que consideravam o Queen como uma banda indulgente. Digno de nota é o verso "I feel so inarticulate", e o fato de que Taylor declarou em entrevistas que ele achava que muitas das bandas punk dos anos 1970 tinham muito pouco talento.

### "All Dead, All Dead"
"All Dead, All Dead" foi escrita e cantada por May, e possui Mercury no piano e nos backing vocals. Em um episódio de In the Studio with Redbeard, Brian confirmou os rumores de que a música fala da morte de seu gato de estimação de infância.

### "Spread Your Wings"
"Spread Your Wings" foi escrita pelo baixista John Deacon. O piano foi tocado por Mercury, mas no vídeo Deacon finge que é ele quem o toca. O videoclipe foi gravado no quintal de Roger Taylor, quando o tempo estava congelante, e a banda toca na neve. No vídeo, Mercury é visto usando óculos com lente de estrela, May toca uma cópia da Red Special por causa do tempo frio, e, apesar de Taylor ser visto cantando, não há backing vocals na música. Foi o primeiro single do Queen sem vocais de harmonia.

### "Fight from the Inside"
"Fight from the Inside" foi escrita e cantada por Taylor. Além da bateria, ele toca a guitarra rítmica e o baixo, e o último foi emprestado por Deacon. A faixa é construída em torno de um riff de guitarra jangly e está entre os primeiros do Queen a se concentrar predominantemente na bateria e baixo, em vez da guitarra pesada. É também uma das únicas músicas da banda a ser tocada quase inteiramente por apenas um membro, assim como Sheer Heart Attack.
O guitarrista Slash disse que o riff de guitarra dessa música é um de seus favoritos da história.

### "Get Down, Make Love"
"Get Down, Make Love", escrita por Mercury, é uma das músicas mais sexualmente explícitas da discografia do Queen.
A música foi introduzida nos shows da banda imediatamente após seu lançamento, e continuou como uma parte do "medley" até o fim da turnê do Hot Space, em 1982. Ela nunca foi tocada inteira, apenas com o primeiro e último versos/refrões tocados com a guitarra do meio da música. Na turnê do Hot Space, a música foi reduzida para apenas o primeiro verso/refrão, apenas como uma introdução para o solo de guitarra. Ao vivo, a música possui uma influência latino-americana, onde Taylor usa tímbales na turnê do News Of The World, e Remo Roto-Tons nas turnês do Jazz, Crazy, The Game e Hot Space.
O efeito de som psicodélico ouvido na música não foram produzidos num sintetizador, mas na Red Special de May e num pedal Electroharmonix Frequency Analyzer, que ele usava ao vivo. A versão de estúdio possui um Eventide Harmoniser. Esses efeitos, junto com os gritos e gemidos de Freddie foram expandidos nas apresentações ao vivo, dando uma chance à banda de mostrar o potencial de suas luzes e efeitos. 
Uma versão mais agressiva dessa música foi feita pelo Nine Inch Nails, um projeto de industrial rock de Trent Reznor, como um B-Side do single "Sin", de 1990.

### "Sleeping on the Sidewalk"
"Sleeping on the Sidewalk", escrita e cantada por May, foi inspirada em ZZ Top. Ela foi gravada (a não ser os vocais) em um take. Liricamente, a música fala da carreira de um trompetista aspirante, que vai da "miséria à riqueza". May canta com um sotaque americano e mede a fama do trompetista em dólares (em vez de libras esterlinas). Numa percepção melhor, é possível ouvir Deacon tocando notas erradas no baixo em algumas partes, e há uma risada de May no fim da faixa. É uma das únicas faixas do Queen que não possuem Mercury.
O website da banda afirma que eles não sabiam que isso havia sido gravado, mas May lançou dúvidas sobre a autenticidade disso, confirmando que o primeiro take da faixa de apoio foi utilizado.

### "Who Needs You"
"Who Needs You" foi escrita por Deacon, que, junto com May, toca uma guitarra espanhola. O vocal principal de Mercury está inteiro no canal direito do áudio, enquanto a guitarra está no canal esquerdo. May também toca maracas e Mercury toca uma caneca.

### "It's Late"
"It's Late", escrita por May, é uma ideia do guitarrista de uma música com os três atos do teatro. Ela usa a técnica do tapping, antes do Van Halen fazer essa técnica ficar mundialmente famosa.

### "My Melancholy Blues"
"My Melancholy Blues" foi composta por Mercury. Não há backing vocals ou guitarras. Apesar do título, a música é mais relacionada ao jazz. Deacon tocou baixo fretless nas apresentações ao vivo dessa música, mas usou um baixo fretted regular nas gravações.

## Faixas
| Lado 1 |                                          |         |  |
| N.º    | Título                                   | Duração |  |
| 1.     | "We Will Rock You" (Brian May)           | 2:01    |  |
| 2.     | "We Are The Champions" (Freddie Mercury) | 2:59    |  |
| 3.     | "Sheer Heart Attack" (Roger Taylor)      | 3:26    |  |
| 4.     | "All Dead, All Dead" (Brian May)         | 3:09    |  |
| 5.     | "Spread Your Wings" (John Deacon)        | 4:32    |  |
| 6.     | "Fight From The Inside" (Roger Taylor)   | 3:03    |  |

Lado 2
| N.º | Título                                  | Duração |  |
| 7.  | "Get Down, Make Love" (Freddie Mercury) | 3:51    |  |
| 8.  | "Sleeping On The Sidewalk" (Brian May)  | 3:06    |  |
| 9.  | "Who Needs You" (John Deacon)           | 3:05    |  |
| 10. | "It's Late" (Brian May)                 | 6:26    |  |
| 11. | "My Melancholy Blues" (Freddie Mercury) | 3:29    |  |